# کف‌سازی خاکستر-آهک
کف سازی خاکستر- آهک (انگلیسی: Lime-ash floor) نوع به صرفه ساخت کف در قرن ۱۵ تا ۱۹ برای طبقات فوقانی در قسمت‌هایی از لندن بود که ‌سنگ آهک یا گچ به راحتی در دسترس بود. این نوع کف سازی محکم، انعطاف‌پذیر و عایق حرارتی و صوتی خوبی محسوب می‌شود.

## تاریخچه

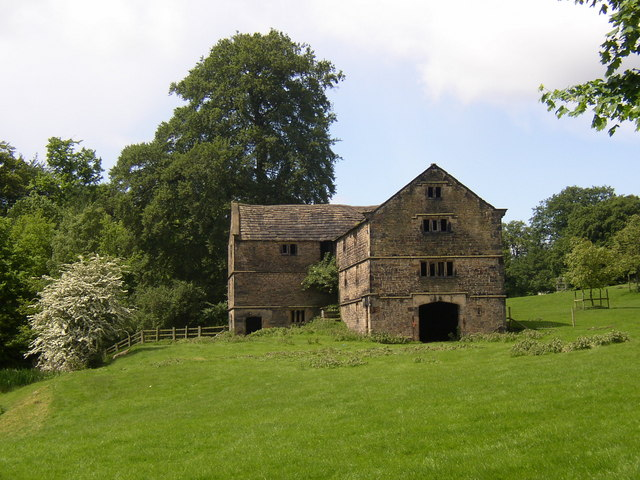
خانه‌ای در یورک شایر که در آن از کف سازی خاکستر- آهک استفاده شده است. ‌

خاکستر- آهک پس مانده نهایی یک کوره چوب سوز پخت آهک است که شامل آهک هدر رفته و خاکستر چوب می‌باشد. ‌این کوره‌ها در اوایل دهه ۱۴۰۰ متداول شد و همچنان مورد استفاده قرار گرفت تا زمانی که فن آوری جدید در اواخر دهه ‌‌۱۸۰۰ جایگزین آن شد. خاکستر- آهک می‌تواند در کوره با سوخت زغال سنگ نیز ساخته شود. در مناطقی که سنگ گچ وجود داشت، آن‌ها به عنوان پلاستر کف شناخته می‌شدند. خاکستر- آهک در طبقات فوقانی خانه‌های خرده مالکان و در خانه‌های بزرگ مثل هاردویک هال در دربی شایر مورد استفاده قرار می‌گرفت و سطح روی آن به وسیله مخلوطی از سفیده تخم مرغ، شیردلمه شده و ژلاتین ماهی جلا داده می‌شد. سطح زیرین آن می‌توانست دست نخورده باقی بماند یا به وسیله پلاستر آهک صاف شود. در روش دیگراین امکان وجود داشت که تیرآهن طبقه به وسیله تخته کوبی مرسوم و پلاستر سقف پوشیده شود.
‌اسحاق ویر در کتاب بدنه کاملی از معماری (۱۷۵۶) به زیبایی کف پلاستر شده با مخلوطی از مواد دیگر در مقایسه با گرانیت اشاره می‌کند.

## ساخت و ساز‌
کف خاکستر- آهک به طور معمول در طبقات فوقانی یک ساختمان به کار برده می‌شود. می‌توان انتظار داشت که تیر آهن‌های کف که به فاصله ۴۰۰میلی‌متری از یکدیگر قرار گرفته‌اند نمایان باشند، بنابراین بستری از نی به عنوان پوشش روی تیر آهن‌ها قرار داده می‌شود که به وسیله تخته کوبی چوب‌های بلوط روی آن‌ها محکم می‌شوند. یک دوغاب ۵۰ میلی‌متری از ترکیب خاکستر- آهک روی مصالح زیرین ریخته می‌شود که تا زمانی که خاکستر- آهک خشک شود آن را محافظت می‌کند، بستر نی به عنوان حائل عمل می‌کند و تخته کوب‌ها به استحکام کف کمک می‌کند. با این حال تخته کوب‌ها که محکم به تیر آهن‌ها ثابت شده‌اند که مانع حرکت کف شوند باید در طول عمر خود که ممکن است چند قرن باشد تغییرات ساختاری را تحمل کنند.
ترکیب خاکستر‌-‌‌ آهک با توجه به مصالحی که به صورت بومی در دسترس هستند متفاوت است:
- آهک - به عنوان چسبی که حاوی ذرات سنگ آهک خام و آهک بیش از حد سوخته می‌باشد.

‌• خاکستر سوخت- این ماده پوزولانی جزء اصلی خودSi(OH)۴‌‌ با یون ‌Ca۲‌‌ را در یک واکنش پوزولانی به هم متصل می‌کند. این ماده حاوی چوب سوخته یا زغال سنگ می‌باشد.
- سنگ گچ برای کمک به جا انداختن
- خاک رس با قطعاتی از آجر شکسته و کاشی، یک ماده پوزولانی دیگر
- سیلیس یا شن که به عنوان یک متراکم کننده عمل می‌کند
- پس مانده‌های دیگر- گیاهی یا حیوانی یا حباب هوا.

نایجل و مری کر در کتاب زندگی لینکلن شایر، نوامبر ۱۹۸۷ می‌نویسند: یک مخلوط سنتی در ناتینگهام شایر، همشایر شمالی، لینکلن شایر جنوبی استفاده می‌شد که ترکیب آن یک سوم آهک، یک سوم خاکسترو یک سوم خاک رس و کود اسب بود آن‌ها به آن خون اضافه کردند و گاهی نیز موی اسب در این ترکیب به کار می‌رفت.
بروز مشکلات
بعد از استفاده طولانی مدت ممکن است سطح شروع به شکستن کند: که می‌تواند نادیده گرفته شود یا یک لایه اضافی ترکیب خاکستر- آهک روی کف ترک خورده قرار بگیرد. این اقدام اغلب در گذشته صورت می‌گرفت اما باعث افزایش وزن سازه بنا می‌شد. رطوبت می‌تواند باعث شود قارچ‌ها مواد بستر را بپوسانند یا حشرات باعث تحلیل رفتن تخته کوبی‌ها و مطمئناً تیرآهن‌ها شوند و کف را از بین ببرند. ضربه زدن از طریق داکت‌های خدماتی بدون دقت و همچنین اضافه بار که به منظور تغییر کاربری یا اضافه کردن دیوارهای پارتیشن صورت می‌گیرد می‌تواند باعث تخریب طبقات شود.
ایجاد یک کف جدید
‌خاکستر- آهک به طور کلی دیگر در دسترس نیست، بنابراین تعمیرات و بازسازی معمولاً به وسیله ترکیبی از بطانه آهک، ‌خاکستر زغال سنگ، گچ، خاک رس لومی سوخته و کاشی خرد شده سوخته صورت می‌گیرد، به این ترکیب کراتین (‌طبیعی) یا سدیم سیترات (تولیدی) اضافه می‌شود. مصالح بستر به وسیله نی‌های آبی ۱۵۰۰ میلی‌متری یا سبوس گندم زمستانه که یکی از مقاوم‌ترین انواع کاه می‌باشد و تخته کوبی با چوب بلوط که می‌تواند به فاصله هر ۱۲۰۰ میلی مترکار گذاشته شود ترمیم می‌شود.

## تنوع جغرافیایی
خاکستر- آهک عمدتاً در دربی شایر، چشایر، شراپ شایر، هرفوردشایر، در مرزهای ولز، ستافوردشایر، ‌لستر شایر، ورسست شایر و وارویک شایر، لینکلن شایر، ناتینگهام شایر و قسمت‌های زیادی از یورک شایر یافت می‌شود. برخی از کف سازی‌ها به خصوص در اطراف نیووارک تقریباً به طور کامل از گچ ساخته شده‌اند.